# Ólafur Stefánsson
Ólafur Indriði Stefánsson (3 de julio de 1973 en Reikiavik, Islandia) es un exjugador islandés de balonmano, que jugaba en la demarcación de lateral derecho. Se retiró en octubre de 2012. 
Estudió dos años de medicina y uno de bioquímica, estudios que abandonó al recibir una oferta del Magdeburgo alemán. 
De padres separados, tiene dos hermanos también deportistas profesionales: Jón Arnór Stefánsson, jugador de baloncesto internacional con Islandia, antiguo jugador de los Dallas Mavericks de la NBA y Eggert Stefansson, futbolista que fue internacional por Islandia y llegó a jugar en la Premier League.

## Equipos
- Valur (1992-1996)
- Wuppertal (1996-1998)
- SC Magdeburg (1998-2003)
- BM Ciudad Real (2003-2009)
- Rhein-Neckar Löwen (2009-2011)
- AG Kopenhagen  (2011-2012)
- KIF København  (2015)

## Palmarés

### BM Ciudad Real
- Liga de Campeones (2006, 2008 y 2009)
- Liga ASOBAL (2004, 2007, 2008 y 2009)
- Copa del Rey (2008)
- Copa ASOBAL (2004, 2005, 2006, 2007 y 2008)
- Supercopa de Europa (2003, 2006, 2007 y 2009)
- Supercopa de España (2005 y 2008)

### SC Magdeburg
- Liga de Campeones (2002)
- Bundesliga (2001)
- Copa de Alemania (2001)
- Supercopa de Europa (2001 y 2002)

### Valur
- Liga Islandesa (1993, 1994 y 1995)

### Selección nacional

#### Campeonato de Europa
- Medalla de bronce en el Campeonato de Europa de 2010

#### Juegos Olímpicos
- Medalla de plata en los Juegos Olímpicos de Pekín 2008

### Consideraciones personales
- Máximo goleador del Europeo (2002)[3]
- Mejor Lateral derecho de la Liga ASOBAL (3): 2003, 2007 y 2009
- Mejor lateral derecho de los Juegos Olímpicos (2004)
- Máximo goleador de la Liga de Campeones (2008)
- Mejor lateral derecho de los Juegos Olímpicos (2008)[4]
- Mejor lateral derecho del Europeo (2010)